# Ctenorhabdotus capulus
Lo ctenorabdoto (Ctenorhabdotus capulus) è un animale estinto, appartenente agli ctenofori. Visse nel Cambriano medio (circa 505 milioni di anni fa) e i suoi resti fossili sono stati ritrovati in Canada, nel famoso giacimento di Burgess Shale.

## Descrizione
Il corpo di questo animale è di forma ovoidale e porta 24 righe a pettine. La parte superiore (aborale) e inferiore (superficie orale) sono relativamente piatte. Le righe a pettine sono organizzate in 8 gruppi di tre, con la fila centrale molto più breve rispetto alle due laterali. Ogni gruppo di tre righe a pettine converge verso il lato aborale per formare 8 fili. La regione orale è ben sviluppata con un margine ondulato. C'è una piccola struttura a forma di capsula sul lato aborale dell'animale, che si pensa includesse un organo apicale e degli statocisti. Ctenorhabdotus poteva raggiungere i 7 centimetri di altezza.

## Classificazione
Ctenorhabdotus capulus venne descritto per la prima volta da Conway Morris e Collins nel 1996, sulla base di alcuni fossili ritrovati nel giacimento di Burgess Shale in Columbia Britannica. Questo animale è considerato un rappresentante molto primitivo degli ctenofori, probabilmente un membro del gruppo stelo (stem group).
Il nome generico Ctenorhabdotus deriva dalle parole greche ktenos ("pettine") e rhabdotos ("a righe"), e si riferisce all'aspetto a strisce delle file a pettine. L'epiteto specifico, capulus, deriva da una parola latina che significa "maniglia" e si riferisce all'elemento prominente aborale simile a una capsula.

## Paleobiologia
La presenza di righe a pettine suggerisce l'animale era un nuotatore attivo. La sua modalità di alimentazione è più congetturale: la bocca non è ben conservata e non vi è alcuna evidenza di tentacoli.